# Grammy Award for Best Latin Pop, Rock or Urban Album
Der Grammy Award for Best Latin Pop, Rock or Urban Album (auf Deutsch etwa „Grammy Award für das beste Latin-Pop-, Rock- oder Urban-Album“) ist ein Musikpreis, der 2012 bei den jährlich stattfindenden Grammy Awards verliehen wurde. Ausgezeichnet wurden Gesangs- und Instrumentalalben aus den Musikbereichen Latin Pop, Latin Rock und Latin Hip-Hop.

## Hintergrund und Geschichte
Die seit 1958 verliehenen Grammy Awards (eigentlich Grammophone Awards) werden jährlich in zahlreichen Kategorien von der National Academy of Recording Arts and Sciences (NARAS) in den Vereinigten Staaten von Amerika vergeben, um künstlerische Leistung, technische Kompetenz und hervorragende Gesamtleistung ohne Rücksicht auf die Album-Verkäufe oder Chart-Position zu ehren. Vergeben wurde der Preis für qualitativ hochwertige Gesangs- und Instrumentalalben aus den Musikbereichen Latin Pop, Latin Rock und Latin Hip-Hop.
Die Kategorie wurde als Zusammenführung der Kategorien Best Latin Rock, Alternative or Urban Album und Best Latin Pop Album eingeführt, um die Anzahl der Grammy-Kategorien zu reduzieren. Im Juni 2012 wurde allerdings verkündet, dass die beiden Ursprungspreise ab 2013 wieder vergeben werden.
Preisträger der einzigen Verleihung war die mexikanische Band Maná.

## Gewinner und nominierte Künstler
| Jahr | Künstler / Band | Nationalität | Werk        | Weitere nominierte Künstler | Bilder der Künstler |
| ---- | --------------- | ------------ | ----------- | --- | ------------------- |
| 2012 | Maná            | Mexiko       | Drama y Luz | - Calle 13 – Entren Los Que Quieran - Gustavo Galindo – Entre La Ciudad y El Mar - La Vida Bohème – Nuestra - Los Amigos Invisibles – Not So Commercial | Maná, 2012          |

## Belege
1. ↑  “honor artistic achievement, technical proficiency and overall excellence in the recording industry, without regard to album sales or chart position” Overview. National Academy of Recording Arts and Sciences, archiviert vom Original am 19. August 2012; abgerufen am 11. September 2014.  Info: Der Archivlink wurde automatisch eingesetzt und noch nicht geprüft. Bitte prüfe Original- und Archivlink gemäß Anleitung und entferne dann diesen Hinweis.
2. ↑  Grammy Awards at a Glance. In: Los Angeles Times. Tribune Company, abgerufen am 29. Mai 2011.
3. ↑  Grammy Awards restructuring (Memento des Originals vom 3. Dezember 2011 im Internet Archive)  Info: Der Archivlink wurde automatisch eingesetzt und noch nicht geprüft. Bitte prüfe Original- und Archivlink gemäß Anleitung und entferne dann diesen Hinweis.
4. ↑  The Recording Academy Announces Board Of Trustees Meeting Results. National Academy of Recording Arts and Sciences, 8. Juni 2012, abgerufen am 11. Juni 2012.